# Maritza Rodríguez
Maritza Rodríguez Gómez (Barranquilla, 1º settembre 1975) è un'attrice colombiana, interprete di telenovelas.

## Filmografia parziale
- La mujer en el espejo (1997)
- Dios se lo pague (1997)
- La revancha (2000)
- Amantes del desierto (2001)
- Milagros de amor (2002)
- Ángel rebelde (2004)
- Acorralada (2007-2008)
- Pecados Ajenos (2007)
- Doña Bárbara (2008-2009)
- El rostro de Analía (2008)
- Perro amor (2010)
- La casa de al lado (2011-2012)
- El rostro de la venganza (2012)
- Rafael Orozco, el ídolo (2013)
- Marido en alquiler (2013-2014)
- El señor de los cielos (2015-2016)
- Silvana sin lana (2016-2017)